# Graafschap Uznach
Het Graafschap Uznach was een graafschap binnen het Heilige Roomse Rijk dat bestond vanaf de dertiende eeuw tot 1469 toen het een condominium (voogdij of landvoogdij) werd van de kantons Glarus en Schwyz.

## Geschiedenis

### Graafschap Uznach (13e eeuw-1469)

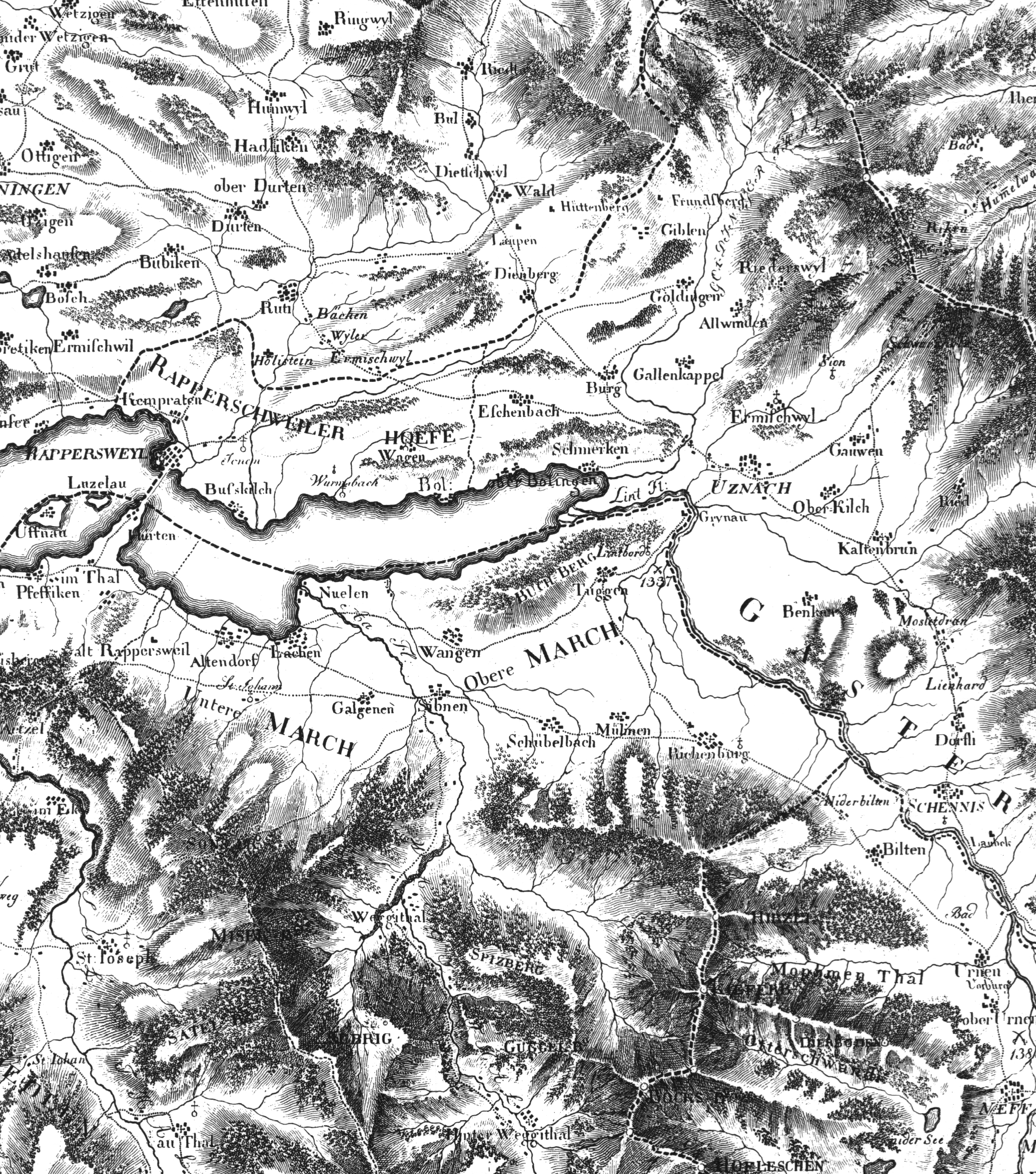
Het landvoogdij Uznach uit de 1796

Na het uiteenvallen van het Hertogdom Zwaben domineerden lokale edelen de gebeurtenissen in het gebied ten noorden van  het Meer van Zürich. Ze traden op als kastvoogden, wereldlijke heren die de bescherming van kloosters en bisdommen, over de bezittingen van de abdijen van Sankt Gallen en Einsiedeln in deze regio. De bekendste waren de graven van Repperswill en de heren van Toggenburg. Het gebied van Uznach hoorde vanaf 1195 door het huwelijk van Guta van Rapperswill met Dieter van Toggenburg bij de heren van Toggenburg. In 1209 ontvingen de heren Toggenburg de grafelijke titel en werd de stad Uznach gesticht en ontstond het graafschap Uznach die tot het uitsterven van het huis Toggenburg door dit geslacht in 1436 bestuurd werd. In de erfenis van de laatste graaf van Toggenburg was bepaald dat de heren van Raron toekwam die het graafschap in 1437 toegezegd aan de kantons Schwyz en Glarust. Doordat de stad Zürich toch een aanspraak op de stad Uznach, dat onderdeel van het graafschap was en na de erfenis ook bij de heren van Raron hoorden brak in 1439 de Oude Oorlog van Zürich om de erfenis van de graven van Toggenburg uit. Na de nederlaag van Zürich konden de kantons Schwyz en Glarus het graafschap Uznach in 1469 alsnog kopen te verwerven waardoor het graafschap een Gemeine Herrschaft, die door deze twee kantons bestuurd werd

### Landvoogdij Uznach (1469–1798)

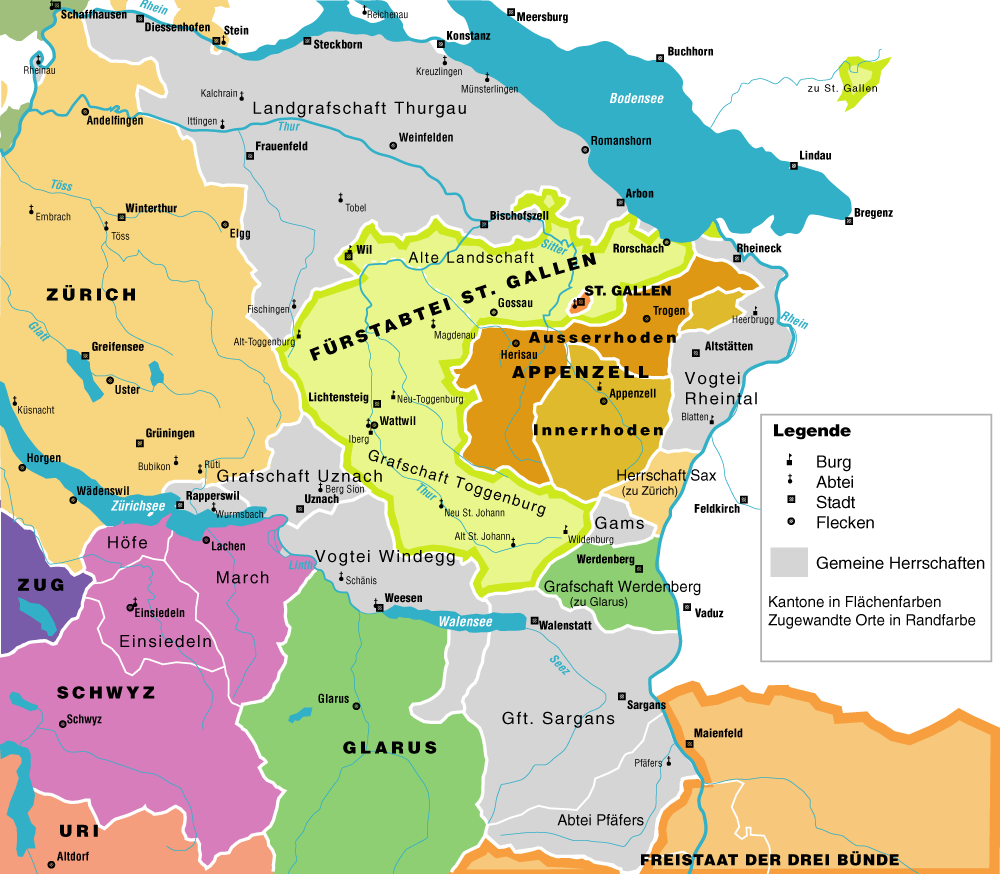
De bestuurlijke indeling van het oosten van Zwitserland rond 1798

De landvoogdij werd eerst in twee Gerichtsbezirke ingedeeld: de stad Uznach, waar ook de schutterij haar basis had, en het omliggende land dat bestuurd werd vanuit Amman am Uznaberg die in 1472 weer verenigd werden. De onderdanen behielden hun verregaande autonomie die ze in het graafschap verkregen hadden. De voor het leger bruikbare en standvastige mannen uit het graafschap ontmoetten elkaar elke twee jaar in de  Landsgemeinde en de Genossengemeinde in de zeven Tagwenten die het gebied bestuurden en hun zaken zelf regelden.
De stad Uznach nam door het opzetten van een stadsraad en een stadsrechtbank in 1490 de functie van bestuurscentrum van de voogdij over. De stad werd ook de zetel van de landvoogdij. De landvoogdij werd afwisselend door Glarus en Schwyz bestuurd, maar Uznach werd niet de residentie van de landvoogdij.
In de Reformatie wist het katholieke kanton Schwyz de landvoogdij met succes te blijven besturen. De katholieke priester Jakob Schlosser uit Uznach werd naar Scheiterhaufen verbannen. Dit voorval was het einde van de Eerste Kapelleroorlog. De stad Zürich slaagde er niet in haar bezit in Uznach te behouden. Met de overwinning van de katholieke steden werd de oude religie opnieuw ingesteld en door druk uit Schwyz bestond het bestuur van het landvoogdij in Uznach in 1798 in zijn geheel uit katholieken.

### Helvetische republiek; Mediationsakte en kanton Sankt Gallen
Na de ontbinding van het Oude Eedgenootschap verloren de kantons Schwyz en Glarus het bestuur van de landvoogdij Uznach. In 1798 herwon het gebied zijn onafhankelijkheid. De standen van Uznach verzochten om een eind te maken aan de afhankelijkheid van het district March binnen het kanton Schwyz te beëindigen en samen met de Voogdij Gaster en de stad Rapperswill een eigen kanton oprichten.Unter den Walensees op te richten.  In de Helvetische Republiek werd de voormalige landvoogdij onderdeel van het kanton Linth dat na de opheffing bij de Mediationsakte in 1803 onderdeel werd van het kanton Sankt Gallen. van de gebieden van het voormalige graafschap Uznach, de voogdij Gaster en de stad Rapperswill tot het district Uznach gevormd. Bij de herindelingen in 1831 werd Gaster  afgesplitst om een eigen district te vormen.